# Sejm piotrkowski 1565
Sejm piotrkowski 1565 – sejm walny Korony Królestwa polskiego zwołany 1 listopada 1564 roku do Piotrkowa.
Sejmiki przedsejmowe odbyły się: średzki 27 listopada, kolski 11 grudnia 1564 roku, pruski w Łasinie 13 lutego 1565 roku. 
Marszałkiem sejmu obrano Mikołaja Sienickiego.
Obrady sejmu trwały od 18 stycznia do 14 kwietnia 1564 roku.